# Джеладжах Малайзия
Джеладжах Малайзия (англ. Jelajah Malaysia) — шоссейная многодневная велогонка, проходящая в Малайзии. Входит в календарь Азиатского тура UCI.

## История
Гонка была основана в 1963 году в ознаменование основания Малайзии, что делает её старейшей велогонкой в Малайзии. Более известный Тур Лангкави проводится только с 1996 года. Со временем Джеладжах Малайзия медленно и неуклонно превращалась в одну из самых престижных велогонок в Азии среди азиатских и международных команд.
Благодаря широкому освещению в местных и международных средствах массовой информации, Джеладжах Малайзия зарекомендовала себя как важное событие в продвижении Малайзии в мире в качестве направления туризма и отдыха.
Гонка является площадкой для молодых малайзийских гонщиков, где они могут соревноваться и получать ценный опыт в велогонках. В настоящее время многие гонщики, представляющие Малайзию, теперь начинают свое участие в Джеладжах Малайзия, и количество малайзийских гонщиков, принятых в международные команды, увеличилось. Выступление для малайзийского велогонщика в гонке Джеладжах Малайзия делает хороший задел для его будущей карьеры.
С 1999 по 2004 год входила в международный календарь UCI с категорией 2.6. и 2.5. В 2007 году гонка вошла в календарь UCI Asia Tour с категорией 2.2. Её маршрут сначала состоял из 7—8 этапов, а с 2010 года сократился до 5—6 этапов.

## Призёры
| Год                      | Победитель        | Второй              | Третий            |
| ------------------------ | ----------------- | ------------------- | ----------------- |
| 1999                     | Питер Йорг        | Янто Сетиаван Херри | Суйинто Суйинто   |
| 2000                     | Рафаэль Чила      | Кетон Мохд Сухайми  | Мусаири Бин Муса  |
| 2001                     | Томми Эванс       |                     |                   |
| 2002                     | Симоне Мори       |                     |                   |
| 2003                     | Хидэнори Нодэра   | Ваван Сетёбуди      |                   |
| 2004                     | Сухарди Хассан    |                     |                   |
| 2005-2006 не проводилась |                   |                     |                   |
| 2007                     | Мехди Сохраби     | Хоссейн Аскари      | Томас Юст         |
| 2008                     | Тонтон Сусанто    | Гадер Мизбани       | Фредрик Юханссон  |
| 2009                     | Тимоти Рой        | Джей Кроуфорд       | Гадер Мизбани     |
| 2010                     | Дэвид Маккэн      | Такуми Бэппу        | Амир Русли        |
| 2011                     | Мехди Сохраби     | Дэвид Маккэн        | Иоаннис Тамуридис |
| 2012                     | Юсуп Абреков      | Джей Кроуфорд       | Ясухару Накадзима |
| 2013                     | Си Кеонг Ло       | Сергей Кузьмин      | Кирилл Поздняков  |
| 2014                     | Рафаа Штиоуи      | Адиль Джеллоуль     | Ангус Мортон      |
| 2015                     | Франсиско Мансебо | Андреа Палини       | Чён Кинлок        |
| 2016                     | Арвин Моаземи     | Амир Колахдожаг     | Реза Хоссаини     |
| 2017                     | Брендон Дэвидс    | Виктор Нино         | Растом Лим        |
| 2023                     |                   |                     |                   |